# Xochitlán Todos Santos
Xochitlán Todos Santos là một đô thị thuộc bang Puebla, México. Năm 2005, dân số của đô thị này là 5387 người.